# Órbita de escape
Una órbita de escape (también llamada órbita C3 = 0) es una de las órbitas parabólicas alrededor de un cuerpo central. Un cuerpo en esta órbita tiene en cada posición la velocidad de escape para esa posición con respecto al cuerpo central. Si se incrementase la energía, la órbita se transformaría en una trayectoria hiperbólica.

## Posición como función del tiempo
Para hallar la posición en función del tiempo se debe resolver una ecuación diferencial. Si fuese el caso particular de una trayectoria recta, la solución es tan simple como:
{\displaystyle r=(4,5\mu t^{2})^{1/3}\!\,}
donde 
- μ es el parámetro gravitacional estándar
- {\displaystyle t=0\!\,} corresponde al tiempo extrapolado del empiece ficticio en el centro del cuerpo central.

En cualquier momento la velocidad media desde {\displaystyle t=0\!\,} es 1,5 veces la velocidad en aquel momento, es decir, 1,5 veces la velocidad de escape en aquel punto.
Para tener {\displaystyle t=0\!\,} en la superficie se debe aplicar un desplazamiento temporal. Para la tierra y otros cuerpos simétricos esféricos con la misma densidad media, el desplazamiento temporal es de 6 minutos 20 segundos.